# Escudo del Reino de Yugoslavia
El escudo de armas del Reino de Yugoslavia (previamente denominado Reino de los Serbios, Croatas y Eslovenos) fue adoptado en el mes de diciembre de 1918 y fue objeto de algunas pequeñas modificaciones en 1921. Se mantuvo como emblema heráldico de aquel país hasta la II Guerra Mundial.
Su diseño se basó en el escudo de armas del Reino de Serbia. De éste adoptó, un águila bicéfala de plata en un campo de gules que porta en su pecho otro blasón. El blasón, previamente ocupado solo por las armas de Serbia, (la Cruz de Serbia de plata en un campo de gules) pasó a estar dividido en tres particiones para introducir en ellas las armas de Croacia (un ajedrezado o jaquelado de gules y plata de veinticinco órdenes (cuadrados) y que ocupó la división superior de la izquierda del escudo) y las armas de Iliria, Eslovenia, (un creciente de plata surmontado de tres estrellas de oro de seis puntas colocadas una y dos en un campo de azur y situadas en la partición inferior). De las armas serbias se retiraron dos flores de lis que habían estado situadas a los lados de la punta del blasón, debajo del águila. 
El escudo también incorporó los mismos adornos exteriores que habían figurado en el escudo del Reino de Serbia, el manto real de púrpura y la corona real de Serbia o Corona de la Casa de Karađorđević, fabricada en 1904, que se representó repetida sobre el manto y el escudo propiamente dicho.
En el escudo del Reino de Serbios, Croatas y Eslovenos, incorporó la heráldica de Serbia, Croacia y Eslovenia para representar las nacionalidades que se reconocían en aquel momento como partes integrantes del nuevo Reino. Los bosnios musulmanes fueron considerados croatas o musulmanes serbios, los macedonios y montenegrinos eran considerados serbios, mientras que los albaneses no llegaron a ser reconocidos como una nación integrada.

## Fuente
- Evolución del escudo de Yugoslavia, Archivos de Serbia Archivado el 29 de abril de 2014 en Wayback Machine.. (En inglés)

- Datos: Q1374721
- Multimedia: Coats of arms of Yugoslavia / Q1374721